# El Indio
El Indio és una concentració de població designada pel cens dels Estats Units a l'estat de Texas. Segons el cens del 2000 tenia 263 habitants.

## Demografia
Segons el cens del 2000, El Indio tenia 263 habitants, 65 habitatges, i 59 famílies. La densitat de població era de 57,7 habitants per km².
Dels 65 habitatges en un 52,3% hi vivien nens de menys de 18 anys, en un 81,5% hi vivien parelles casades, en un 7,7% dones solteres, i en un 9,2% no eren unitats familiars. En el 7,7% dels habitatges hi vivien persones soles el 6,2% de les quals corresponia a persones de 65 anys o més que vivien soles. El nombre mitjà de persones vivint en cada habitatge era de 4,05 i el nombre mitjà de persones que vivien en cada família era de 4,32.
Per edats la població es repartia de la següent manera: un 39,5% tenia menys de 18 anys, un 11% entre 18 i 24, un 21,7% entre 25 i 44, un 19% de 45 a 60 i un 8,7% 65 anys o més.
L'edat mediana era de 25 anys. Per cada 100 dones de 18 o més anys hi havia 98,8 homes.
La renda mediana per habitatge era de 20.179 $ i la renda mediana per família de 20.179 $. Els homes tenien una renda mediana de 26.250 $ mentre que les dones 0 $. La renda per capita de la població era de 5.462 $. Aproximadament el 25,5% de les famílies i el 35,8% de la població estaven per davall del llindar de pobresa.

## Poblacions més properes
El següent diagrama mostra les poblacions més properes.